# Billy Bodin
Billy Paul Bodin (Swindon, 24 marzo 1992) è un calciatore gallese, attaccante del Reading in prestito dal Burton Albion.

## Biografia
È il figlio di Paul Bodin, ex calciatore gallese.

## Carriera

### Club
Ha giocato per club inglesi, collezionando 39 presenze complessive nella seconda divisione inglese in tre stagioni.

### Nazionale
Ha giocato nelle nazionali giovanili gallesi Under-17 ed Under-19.
Ha esordito con la nazionale Under-21 nel 2009. Ha partecipato anche alle qualificazioni agli europei di categoria del 2015 segnando una rete.
Il 28 marzo 2018 ha esordito in nazionale maggiore nell'amichevole contro l'Uruguay.